# کمانش

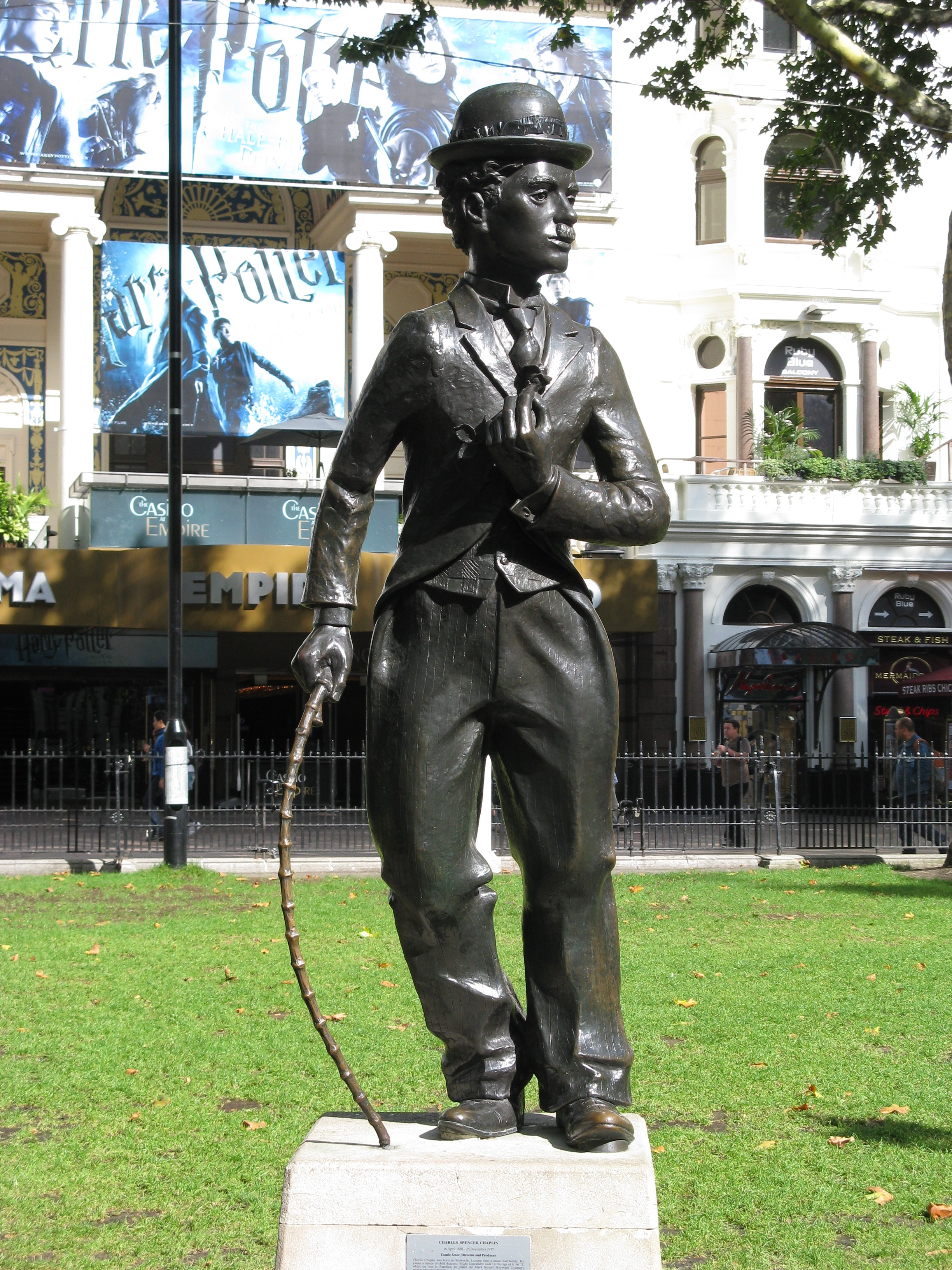
پدیده کمانش در عصای چارلی چاپلین

کمانش (به انگلیسی: buckling) در علم مقاومت مصالح، به رفتاری گفته می‌شود که معمولاً از عضو تحت فشار (ستون، دیوار برشی، ...) سر می‌زند. همچنین گمان می‌رود که در زبان پارسی در گذشته واژه تنبش (اسم مصدر تنبیدن) با معنی کمانش به کار می‌رفته‌است. (واژه‌های تنبان و تنبک از واژه‌های ساخته شده از این ریشه می‌باشند) اعضای تحت فشار یک سازه، پیش از رسیدن به حداکثر مقاومت فشاری و در حقیقت پیش از شکست تحت اثر تنش تسلیم فشاری، تحت اثر پدیده کمانش دچار شکست خواهند گردید. هرچه ستون بلندتر و سطح مقطع کوچکتری داشته باشد (ستون لاغر)، زودتر تحت اثر پدیده کمانش تسلیم می‌گردد.
تعریف علمی از کمانش عبارت است از ناپایداری به زبان ریاضی که منجر به شکست می‌شود.
زمانی که سازه تحت فشار قرار گیرد، احتمال وقوع کمانش وجود دارد. کمانش به صورت تغییر شکل جانبی ناگهانی در یک عضو سازه‌ای تعریف می‌شود. این پدیده ممکن است تحت تنش فشاری که بر سازه وارد شده و اندازه آن کمتر از تنش تسلیم ماده تشکیل دهنده سازه است، اتفاق بیفتد.
زمانیکه نیروی وارد شده بر سازه مانند یک ستون، افزایش می‌یابد، ممکن است به اندازه‌ای بزرگ باشد که سبب ناپایداری عضو شود که می‌گوییم سازه تحت کمانش قرار گرفته‌است. بارگذاری بیشتر، سبب تغییرشکل‌های زیاد و تا حدودی غیرقابل پیش‌بینی خواهد شد که ممکن است سبب از بین رفتن کامل ظرفیت باربری عضو شود. اگر تغییر شکلی که در اثر کمانش در عضو ایجاد می‌شود سبب فروپاشی کامل عضو نشود، آن عضو می‌تواند بار وارده که سبب کمانش آن می‌شود را تحمل نماید.
اگر عضو کمانش یافته، قسمتی از ساختار بزرگتر مانند یک ساختمان باشد، تحت باری بیش از باری که سبب ایجاد کمانش در عضو می‌شود قرار گیرد، این بار در کل سازه توزیع می‌شود.
به زبان ریاضی، کمانش دو شاخه از حل معادله تعادل می‌باشد. در یک نقطه مفروض، تحت بارگذاری افزایشی، هر بار اضافی می‌تواند به دو بیان از تعادل، پایدار شود: حالت فشار خالص (بدون هیچ تغییر شکل جانبی) و حالت تغییر شکل جانبی.

## کمانش در ستون
نسبت طول مؤثر ستون به حداقل شعاع چرخش مقطع عرضی را ضریب لاغری گویند که با حرف یونانی λ نمایش داده می‌شود. با استفاده از این ضریب، ستون‌ها و نوع شکست ایجاد شده در آن‌ها دسته‌بندی می‌شوند. ضریب لاغری در ملاحظات طراحی فاکتور مهمی است. تمام ارزش‌های تقریبی زیر برای ساده‌سازی مسئله به کار می‌رود:
اگر باری در یک ستون از مرکز گرانش (مرکز) سطح مقطع آن ستون اعمال شود، به آن نیروی محوری گویند؛ هر نیرویی که از نقطه‌ای غیر از این نقطه وارد شود به آن نیروی خارج از مرکز گویند. یک ستون کوتاه تحت نیروی محوری ممکن است قبل از اینکه در آن کمانشی ایجاد شود، شکست نماید، اما، در یک ستون بلند تحت بار مشابه، به صورت جهش ناگهانی جانبی (کمانش) به حالت خمشی، دچار شکست خواهد شد.

حالت کمانشی تغییر شکل، حالت شکست در نظر گرفته می‌شود و معمولاً قبل از اینکه تنش فشاری محوری (فشار مستقیم) سبب تسلیم و در نهایت شکست عضو فشاری شود، اتفاق می‌افتد. همچنین، طول متوسط ستون تحت تأثیر ترکیبی از تنش فشاری مستقیم و خمش، دچار شکست خواهد شد.
ستون کوتاه، ستونی است که ضریب لاغری آن از ۵۰ تجاوز نکند.
ستون با طول متوسط ستونی است که ضریب لاغری آن بین ۵۰ تا ۲۰۰ باشد و رفتار آن به مقاومت محدود مصالح تشکیل دهنده آن وابسته است.
در نهایت، ستونی با ضریب لاغری بالای ۲۰۰، ستونی بلند خواهد بود و رفتار آن تحت تأثیر مدول الاستیسیته مصالح تشکیل دهندهٔ آن قرار دارد.
در تعریف دیگر، ستون کوتاه، نسبت طول فاقد تکیه‌گاه به حداقل بعد مقطع جانبی برابر یا کمتر از ۱۰ است. اگر این نسبت بزرگتر از ۱۰ باشد، ستون بلند در نظر گرفته می‌شود (گاهی ستون لاغر نیز نامیده می‌شود).
تئوری رفتار ستون‌ها توسط ریاضی‌دان و فیزیکدان برجستهٔ سوئیسی، لئونارد اویلر در سال ۱۷۵۷ میلادی مورد تحقیق قرار گرفت. وی رابطه‌ای برای محاسبه حداکثر بار محوری که یک ستون بلند، لاغر و ایدئال بدون اینکه دچار کمانش شود، می‌تواند متحمل شود، ارائه داد.
یک ستون ایده‌آل ستونی است مستقیم، ساخته شده از مصالح همگن و فارغ از تنش اولیه.
زمانی که بار وارده به بار اویلر می‌رسد، که گاهی به آن بار بحرانی نیز می‌گویند، ستون در حالت نامتعادل قرار می‌گیرد. در این شرایط، اعمال کوچکترین بار جانبی، ستون به صورت کاملاً ناگهانی به حالتی جدید جهیده و می‌گوییم ستون دچار کمانش شده‌است. فرمولی که توسط اویلر ارائه شده‌است در ادامه آمده‌است:
{\displaystyle F={\Pi ^{2}\!EI \over \operatorname {(KL)} ^{2}}}
در رابطه بالا
F: بیشترین بار یا بار بحرانی (بار عمودی در ستون)
E: مدول الاستیسیته
I: ممان اینرسی سطح مقطع ستون
L: طولی از ستون که فاقد تکیه‌گاه است.
K: ضریب طول مؤثر ستون (که مقدار آن به شرایط تکیه‌گاهی انتهایی ستون وابسته است)
اگر دو انتها تکیه گاه غلطکی باشد (چرخش آزاد، لولا شد) در نتیجه K=۱
اگر دو انتها تکیه گاه گیردار (فیکس) باشد در نتیجه K=۰٫۵
اگر یکی گیردار و دیگری غلطکی باشد در نتیجه K=۰٫۷۰۷۱
اگر یک انتها گیردار و انتهای دیگر حرکت جانبی آزاد باشد: K=۲
میزان الاستیسیته بودن مصالح ستون و نه مقاومت فشاری مصالح مشخص‌کننده نیروی کمانشی ستون می‌باشد.
میزان نیروی کمانش به‌طور مستقیم به ممان اینرسی مقطع ستون وابسته است.
شرایط تکیه‌گاهی نیز تأثیر قابل توجهی بر نیروی بحرانی ستون لاغر خواند داشت. شرایط تکیه‌گاهی حالت خمیده شدن ستون را و فاصله میان نقاط عطف در منحنی تغییر شکل ستون را مشخص می‌نمایند.

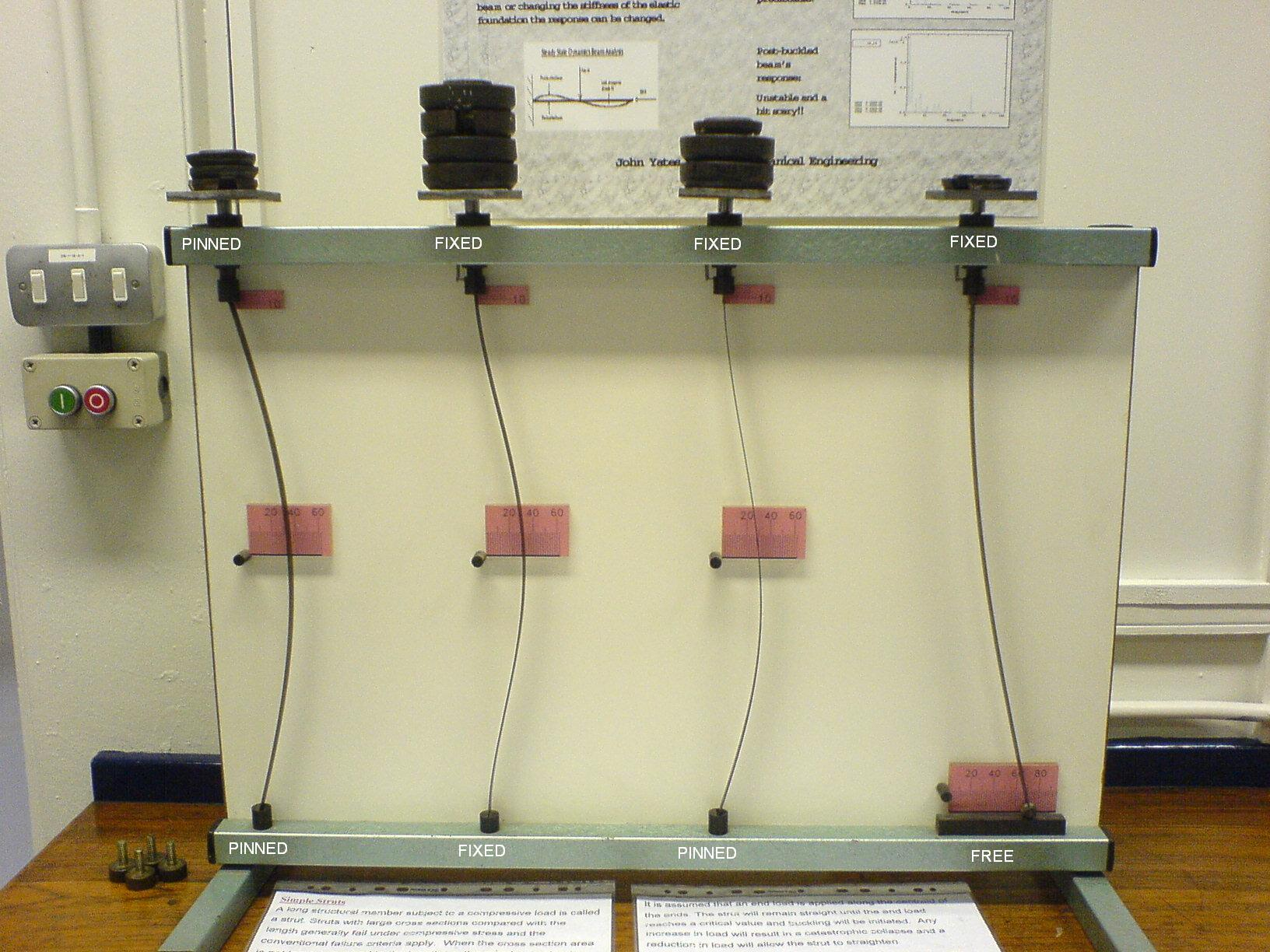

عامل دیگر تأثیرگذار دیگر در محاسبه نیروی کمانش، نوع مصالح تشکیل دهنده عضو است که باتغییر مدول کشسانی، مقدار این نیرو نیز تغییر خواهد کرد.
فاکتور مؤثر دیگر، طول مؤثر ستون است؛ برای مثال اگر این طول دو برابر شود مقدار این نیرو یک چهارم خواهد شد.
اگر شعاع چرخش (r) به صورت جذر نسبت ممان اینرسی به مساحت سطح مقطع ستون تعریف شود، رابطه بالا به صورت زیر خلاصه می‌شود (I=A.r2)
{\displaystyle \sigma ={\operatorname {F}  \over \operatorname {A} }={\Pi ^{2}E \over ({\operatorname {KL}  \over \operatorname {r} })^{2}}}
که L/r همان ضریب لاغری است.
از آنجا که ستون‌های ساختاری معمولاً از طول متوسط برخوردار هستند، فرمول اویلر برای طراحی معمولی کاربرد کمی دارد. مواردی که باعث انحراف از رفتار خالص اویلری ستون می‌شود شامل نقص در هندسه ستون در ترکیب با انعطاف‌پذیری / رفتار کرنش تنشی غیر خطی از مواد ستون است. در نتیجه، تعدادی فرمول تجربی ستونی ایجاد شده‌است که با داده‌های آزمایش‌ها موافق هستند، که همه فرمول‌ها درشان ضریب لاغری وجود دارد. به دلیل عدم اطمینان در رفتار ستون‌ها، برای طراحی، فاکتورهای ایمنی مناسبی در این فرمول‌ها وجود دارد. یکی از این فرمول‌ها فرمول پری رابرتسون است که بار بحرانی کمانش را بر اساس یک انحنای اولیه فرض شده کوچک، برآورد می‌کند، از این رو تراکم بار محوری است. فرمول رانکین گوردون (نامگذاری شده ویلیام جان مکورن رنکین و پری هوگزسورث گوردون (۱۸۹۹–۱۹۶۶)) نیز براساس نتایج تجربی است و نشان می‌دهد که یک ستون با بار Fmax دست و پنجه نرم می‌کند.
{\displaystyle {\frac {1}{F_{max}}}={\frac {1}{F_{e}}}+{\frac {1}{F_{c}}}}
Feبیشترین مقدار نیروی اویلری وارد شده و Fc بیشترین نیروی فشاری وارد شده‌است که این فرمول تخمین مناسبی از Fmax را به ما می‌دهد.

## کمانش در صفحه
صفحه یک سازه ۳ بعدی است که از عرض قابل مقایسه با طول آن تعریف شده‌است و ضخامت آن نسبت به دو بعد دیگر بسیار کوچک است. صفحات نازک، مشابه ستونها، دچار تغییرات ناشی از کمانش می‌شوند زمانی که در معرض بارهای بحرانی قرار بگیرند. با این حال، برخلاف کمانش ستون، صفحات تحت بارهای کمانش می‌توانند بار خود را تحمل کند، به نام کمانش محلی. این پدیده بسیار در سیستم‌های بی شماری سودمند است، زیرا این امکان را برای مهندسی سیستم فراهم می‌کند تا ظرفیت بارگذاری بیشتری را ارائه دهد.
{\displaystyle {\frac {\partial ^{4}w}{\partial x^{4}}}+2{\frac {\partial ^{4}w}{\partial x^{2}\partial y^{2}}}+{\frac {\partial ^{4}w}{\partial y^{4}}}={\frac {12\left(1-\nu ^{2}\right)}{Et^{3}}}\left(-N_{x}{\frac {\partial ^{2}w}{\partial x^{2}}}\right)}
برای یک صفحه مستطیل شکل، پشتیبانی در امتداد هر لبه، با یک فشار یکنواخت در طول واحد، بارگذاری شده‌است:
داریم:
{\displaystyle w}، انحراف خارج از صفحه
{\displaystyle N_{x}}، فشار یکنواخت فشرده سازی
{\displaystyle E}، مدول الاستیسیته
{\displaystyle \nu }، ضریب پواسون
{\displaystyle t}، ضخامت
انحراف را می‌توان به وسیله دو عملگر هارمونیک نشان داد:
{\displaystyle w=\sum _{m=1}^{\infty }\sum _{n=1}^{\infty }w_{mn}\sin \left({\frac {m\pi x}{a}}\right)\sin \left({\frac {n\pi y}{b}}\right)}
داریم:
{\displaystyle m}، تعداد انحنای نیمه سینوسی که در طول آن رخ می‌دهد
{\displaystyle n}، تعداد انحنای نیمه سینوسی که در جهت عرض رخ می‌دهد
{\displaystyle a}، طول نمونه
{\displaystyle b}، عرض نمونه
معادله قبلی را می‌توان جایگزین در معادله دیفرانسیلی که قبل تر در آن {\displaystyle n} برابر ۱ است نمود. {\displaystyle N_{x}} را می‌توان با ارائه معادله ای برای بار فشاری بحرانی یک صفحه از هم جدا نمود.
{\displaystyle N_{x,cr}=k_{cr}{\frac {\pi ^{2}Et^{3}}{12\left(1-\nu ^{2}\right)b^{2}}}}
که:
k_{cr}، از رابطه زیر بدست می آید:
- {\displaystyle k_{cr}=\left({\frac {mb}{a}}+{\frac {a}{mb}}\right)^{2}}

ضریب کمانش تحت تأثیر جنبه نمونه است {\displaystyle {b}}/{\displaystyle a}، و تعداد انحنای طول. برای تعداد فزاینده ای از این گونه انحناها، نسبت ابعاد ضریب کمانش متغیر را تولید می‌کند. اما هر رابطه ایجاد شده حداقل مقدار را برای {\displaystyle m} ایجاد می‌کند. این مقدار حداقل می‌تواند به عنوان ثابت، مستقل از هر دو نسبت ابعاد و {\displaystyle m}.
با توجه به وجود تنش در سطح منطقه، استرس بحرانی یافت می‌شود:
{\displaystyle \sigma _{cr}=k_{cr}{\frac {\pi ^{2}E}{12\left(1-\nu ^{2}\right)\left({\frac {b}{t}}\right)^{2}}}}
از معادلات به دست آمده، می توان شباهت های نزدیک بین تنش بحرانی برای یک ستون و یک صفحه را مشاهده کرد. با کوچک شدن عرض b، صفحه بیشتر شبیه یک ستون عمل می کند زیرا مقاومت در برابر کمانش را در طول عرض صفحه افزایش می دهد. افزایش a اجازه می دهد تا تعداد امواج سینوسی تولید شده توسط کمانش در طول طول افزایش یابد، اما همچنین مقاومت کمانش در طول عرض را افزایش می دهد. این ترجیح صفحه را برای کمانش به گونه ای ایجاد می کند که تعداد انحناها در طول و عرض برابر باشد. به دلیل شرایط مرزی، هنگامی که یک صفحه با یک تنش بحرانی و کمانش بارگذاری می شود، لبه های عمود بر بار نمی توانند خارج از صفحه تغییر شکل دهند و بنابراین به تحمل تنش ها ادامه می دهند. این یک بار فشاری غیر یکنواخت در امتداد انتهای آن ایجاد می کند، که در آن تنش ها بر نیمی از عرض موثر در هر دو طرف نمونه اعمال می شود، که به شرح زیر است:
{\displaystyle {\frac {b_{\text{eff}}}{b}}\approx {\sqrt {{\frac {\sigma _{cr}}{\sigma _{y}}}\left(1-1.022{\sqrt {\frac {\sigma _{cr}}{\sigma _{y}}}}\right)}}}
داریم:
{\displaystyle b_{\text{eff}}}، عرض مؤثر
{\displaystyle \sigma _{y}}، تنش تسلیم
با افزایش تنش بارگذاری شده، عرض موثر همچنان به کوچک شدن ادامه می دهد. اگر تنش های روی انتها به تنش تسلیم برسد، صفحه از کار می افتد. این همان چیزی است که به سازه کمانش کرده اجازه می دهد تا بارگذاری را پشتیبانی کند. هنگامی که بار محوری بر روی بار بحرانی در برابر جابجایی رسم می شود، مسیر اصلی نشان داده می شود. این شباهت صفحه را به ستونی در زیر کمانش نشان می دهد. با این حال، با گذشتن از بار کمانش، مسیر اصلی به یک مسیر ثانویه منشعب می‌شود که به سمت بالا منحنی می‌کند و توانایی قرار گرفتن در معرض بارهای بالاتر از بار بحرانی را فراهم می‌کند.

## محاسبات
کمانش در ستون‌ها پیش از هرچیز به ضریب لاغری ستون «λ» بستگی دارد. ضریب لاغری عبارت است از نسبت طول مهار نشده ستون به شعاع ژیراسیون. در حالت ایدئال که هیچگونه بار جانبی و خروج از محوریت بار وجود نداشته باشد، میزان بار بحرانی یک ستون فولادی از رابطه زیر بدست می‌آید.
{\displaystyle F={\frac {\pi ^{2}EI}{(KL)^{2}}}}
در فرمول فوق K ضریب طول مؤثر ستون بوده و براساس شرایط تکیه گاهی در بالا و پایین ستون با مقادیر زیر جایگزین می‌شود.
ستون دوسر گیردار (مقید) ۰٫۵
ستون یک‌سر گیردار یکسر مفصل (مقید) ۰٫۷
ستون دوسر مفصل (مقید) ۱
ستون یک‌سر گیردار یک‌سر آزاد ۲
همچنین در معادله فوق(E)مدول الاستیسیته فولاد مصرفی، (I)ممان اینرسی مقطع و(L)طول مهار نشده ستون می‌باشند.

## کمانش خمشی - پیچشی
می‌توان این گونه کمانش را به صورت تلفیق پاسخ یک عضو تحت فشار به خمش و پیچش عنوان کرد. در طراحی‌های صنعتی، این نوع از کمانش را مد نظر قرار می‌دهند. معمولاً این کمانش در ستون‌های با سطح مقطع باز بیشتر رخ می‌دهد که در نتیجه باعث می‌شود مقاومت پیچشی کمی داشته باشند. تیرهای با سطح مقطع دایروی هیچگاه تحت این کمانش قرار نمی‌گیرند.

## کمانش افقی - پیچشی
هنگامی که یک تیر یک سر گیر دار تحت پیچش باشد، قسمت بالایی آن تحت نیروی فشاری و قسمت پایینی آن تحت نیروی کششی قرار می‌گیرد. اگر تیر در جهت افقی مهار نشده باشد و نیروی پیچشی تا حد بحرانی افزایش یابد، به دلیل کمانش، تیر درجهت افقی خیز پیدا می‌کند (می‌خیزد). تیر با سطح مقطع باز نسبت به پیچش انعطاف‌پذیر تر است، به همین علت کمانش افقی - پیچشی، تیر را تا حد شکست تحت پیچش و خیز در جهت افقی قرار می‌دهد. در تیرهای I شکل (دارای لبه‌های پهن و بلند) خیز باعث پیچش می‌شود، اما در سطح مقطع‌های لبه باریک، مقاومت خمشی کمتر است که باعث می‌شود ای حالت مثل حالت خیز - خمش افقی شود.
استفاده از تیرهایی با سطح مقطع بسته (مثل تیرهای قوطی شکل مربعی) به دلیل سختی پیچشی بالای آن‌ها، باعث کاهش تأثیرات کمانش افقی - پیچشی می‌شوند.
هنگام محاسبه کمانش افقی - پیچشی، از ضریب تبدیل ({\displaystyle C_{b}}) استفاده می‌شود. استفاده از این ضریب به ما امکان بهره‌گیری از نمودارهای گشتاوری غیر یک نواخت را برای تیرهای انتها بسته (گیر دار) می‌دهد. مقدار این ضریب همواره یک یا بیشتر از آن است و برای دانستن آن می‌توان به جدول‌های مقاومت مصالح مراجعه کرد یا از فرمول زیر استفاده نمود.
{\displaystyle C_{b}={\tfrac {12.5M_{m}ax}{2.5M_{m}ax+3M_{A}+4M_{B}+3M_{c}}}}
که در این فرمول:
{\displaystyle M_{m}ax} : مقدار قدر مطلقی بیشترین گشتاور در عضو
{\displaystyle M_{A}} : مقدار بیشترین گشتاور در یک چهارم بالایی عضو
{\displaystyle M_{B}} :مقدار بیشترین گشتاور در خط میانی عضو
{\displaystyle M_{C}} :مقدار بیشترین گشتاور در یک چهارم پایینی عضو

## کمانش پلاستیک
هنگامی که مقدار بارگذاری فشاری نزدیک اندازهٔ بارگذاری کمانش شود، سازه به‌طور قابل توجهی خم می‌شود و رفتار ماده سازنده ستون از حالت خطی تنش-کُرنش تفاوت پیدا می‌کند. رفتار تنشی-کُرنشی مواد حتی در نواحی زیر نقطه تسلیم نیز کاملاً خطی نیست، به همین دلیل با افزایش تنش، مدول کشسانی کاهش پیدا می‌کند. این باعث کاهش مقاومت کمانش سازه می‌شود.

## لِهیدگی
مقطع‌هایی که از صفحات لبه دار تشکیل شده‌اند، پس از کمانش، همچنان قادر به تحمل بارگذاری در گوشه‌های لبه‌های خود هستند، اصطلاح لهیدگی به شکست کل مقطع گفته می‌شود.